# Thompson Autorifle

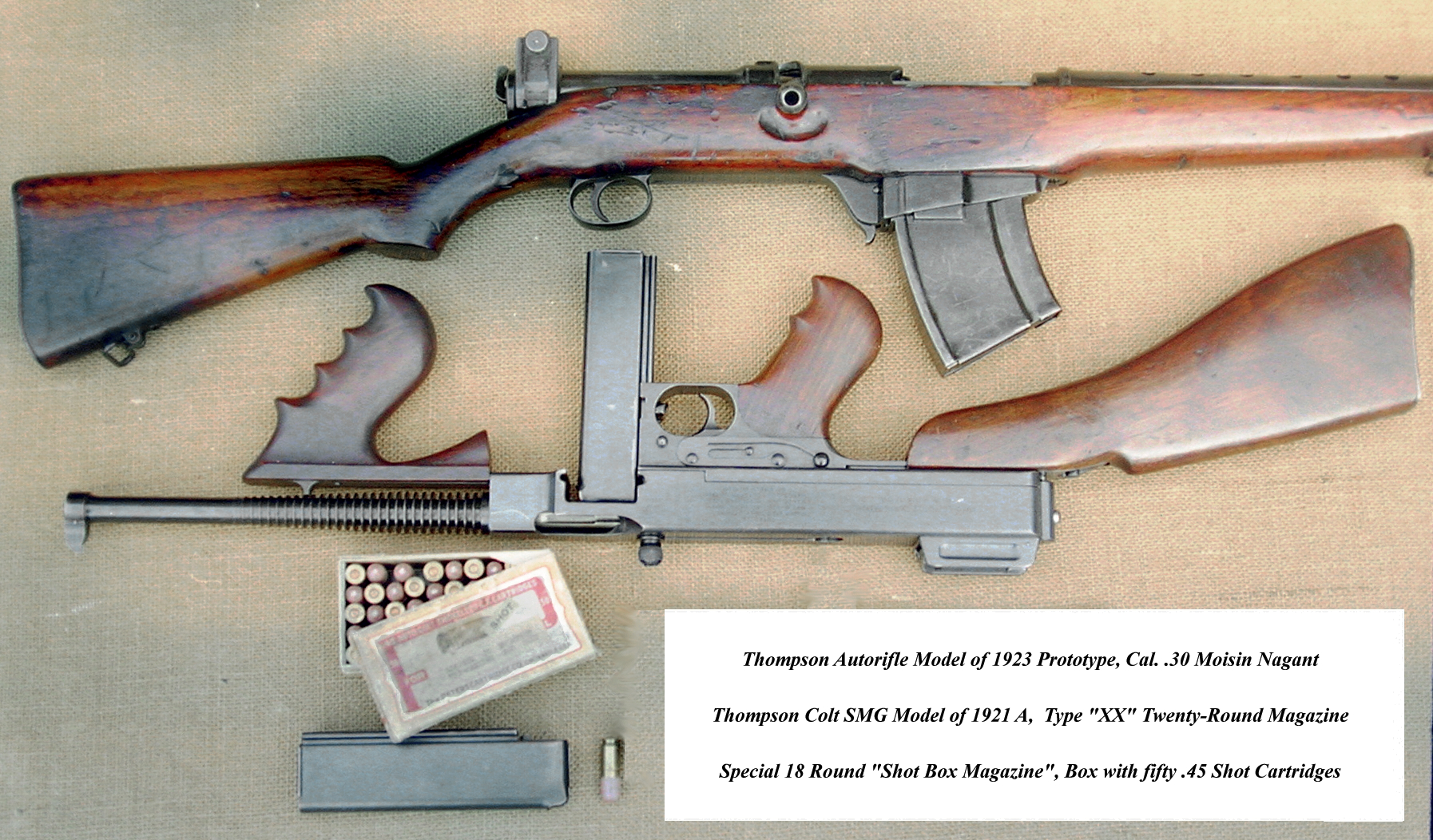
Un Thompson Autorifle (arriba) y un Thompson Modelo 1921 (abajo).

El Thompson Autorifle era un fusil semiautomático que utilizaba el cerrojo Blish para retrasar la acción del arma. Disparaba el cartucho .30-06 Springfield, mientras que el modelo de 1923 disparaba el cartucho 7,62 x 54 R.
La Auto-Ordnance Company envió varios prototipos al Ejército para las pruebas de fusiles semiautomáticos, pero ninguno fue adoptado. El Autorifle Modelo 1929, que disparaba el cartucho .276 Pedersen, fue probado junto a los fusiles diseñados por John Douglas Pedersen (retroceso retardado) y John Garand (recarga accionada por gas), que culminó con la adopción del M1 Garand.
Entre los aspectos positivos del Autorifle, su sistema de retroceso retardado evitaba la complejidad de los sistemas accionados por retroceso, o por gas. Entre sus aspectos negativos, el Autorifle precisaba cartuchos lubricados para funcionar correctamente y la eyección de los casquillos vacíos era tan violenta que resultaba peligrosa para cualquiera que estuviese cerca del tirador.

## Operación
Para recargar, el Thompson Autorifle utiliza un mecanismo de retroceso retardado mediante roscado interrumpido, donde el cerrojo tiene tetones de acerrojado inclinados a 85° en la parte posterior, los cuales tienen que efectuar una rotación de 110° (90° para soltar el cerrojo, seguidos por una combinación de 70°/40° y 6°) para retardar el retroceso hasta que la presión del gas baja hasta un nivel seguro para eyectar el casquillo. El cerrojo arma el percutor al abrirse (como en el fusil Mauser) y dispara cuando está cerrado. Al disparar, la presión del gatillo empuja una barra de transferencia conectada al martillo del arma. El cajón de mecanismos tiene una sección circular, con el seguro y el alza en la parte posterior. El cargador extraíble era de 5 cartuchos, alimentados desde un peine, que eran lubricados mediante almohadillas impregnadas de aceite. Los prototipos posteriores emplearon los cargadores de 20 cartuchos del M1918 BAR.